# Bruce Turner (Musiker)
Malcolm Bruce Turner (* 5. Juli 1922 in Saltburn-by-the-Sea; † 28. November 1993 in Newport Pagnell) war ein britischer Jazz-Saxophonist, Klarinettist und Bandleader.

## Leben
Bruce Turner lernte während seiner Schulzeit Klarinette und begann mit dem Altsaxophon, als er im Zweiten Weltkrieg bei der Royal Air Force diente. Nach Kriegsende spielte er dann von 1948 bis 1953 bei Freddy Randall und arbeitete auf der Queen Mary in einer Tanzband; außerdem spielte er in einem Quartett mit Dill Jones und Peter Ind. 1950 hielt er sich in New York auf und studierte bei Lee Konitz. Von 1953 bis 1957 war er Mitglied der Band von Humphrey Lyttelton. Nachdem er Lyttelton verlassen hatte, leitete er eine eigene Jump Band, die von 1957 bis 1965 bestand und in dem Film Living Jazz (1961) einen Auftritt hatte. Turner arrangierte außerdem die Musik für den Film. 1964/66 kehrte er zu Randall zurück; 1966 spielte er mit Don Byas und von 1966 bis 1970 gehörte er der Band von  Acker Bilk an.
In den 1960er, 1970er und den 1980er Jahren arbeitete er wieder mit Lyttelton, außerdem leitete er mit Unterbrechungen seine Jump Band und arbeitete mit Wally Fawkes, John Chilton, Stan Greig (1975/76), Alex Welsh und Dave Green. Anfang der 1990er Jahre leitete er wieder bis zu seinem Tod 1993 eigene Formationen.
Bruce Turners Autobiographie Hot Air, Cool Music, veröffentlicht bei Quartet Books erschien im Jahr 1984. Seine frühen Alben wurden bei Lake Records wiederaufgelegt.
Turner arbeitete im Laufe seiner Karriere außerdem mit Kenny Baker, Sandy Brown, Lol Coxhill, Wild Bill Davison, Digby Fairweather, Pat Halcox, Keith Smith und Buddy Tate.

## Diskographische Hinweise
- Accent on Swing
- The Dirty Bopper
- That's the Blues, Dad (Lake, 1955–1958) mit Ike Isaacs, Phil Seamen, Major Holley, Stan Greig
- Juicy and Full Toned
- Jumpin' for Joy
- The Jump Band Collection (Lake, 1957–1963) mit John Chilton, Long John Baldry